# RAC Tourist Trophy 1930
Le RAC Tourist Trophy 1930 est la 9e édition de la course automobile annuelle du Royal Automobile Club d'Angleterre. Elle a eu lieu le 23 août 1930 à Belfast, en Irlande du Nord.

## Catégories et distances à parcourir
En fonction de leurs catégories respectives, les pilotes avaiant à faire un nombre différent de tours à parcourir. Celui qui parcourait en premier le total des tours qui lui est imparti remporte l'épreuve.
| Catégorie | Cylindrées    | Tours |
| --------- | ------------- | ----- |
| A         | Plus de 8,0 l | 30    |
| B         | 5,0–8,0 l     | 30    |
| C         | 3,0–5,0 l     | 30    |
| D         | 2,0–3,0 l     | 29    |
| E         | 1,5–2,0 l     | 29    |
| F         | 1,1–1,5 l     | 28    |
| G         | 0,75–1,1 l    | 27    |
| H         | 0,5–0,75 l    | 25    |

## Classement de la course
| Pos. | no | Pilote                         | Voiture               | Écurie                   | Tours | Temps / Abandon                                | Catégorie      |
| ---- | -- | ------------------------------ | --------------------- | ------------------------ | ----- | ---------------------------------------------- | -------------- |
| 1    | 10 | Tazio Nuvolari                 | Alfa Romeo 6C 1750 GS | F. W. Stiles             | 29    | 5 h 35 min 20 s 0 (114,076 km/h)               | E (1,5–2,0 l)  |
| 2    | 9  | Giuseppe Campari               | Alfa Romeo 6C 1750 GS | F. W. Stiles             | 29    | 5 h 35 min 36 s 0                              | E (1,5–2,0 l)  |
| 3    | 8  | Achille Varzi                  | Alfa Romeo 6C 1750 GS | F. W. Stiles             | 29    | 5 h 38 min 3 s 0                               | E (1,5–2,0 l)  |
| 4    | 30 | Cyril Paul (de)                | Alvis FWD             | Alvis Cars Ltd.          | 28    | 5 h 38 min 39 s 0                              | F (1,1–1,5 l)  |
| 5    | 23 | Gunnar Poppe                   | Austin Seven          | Sir Herbert Austin       | 25    | 5 h 41 min 22 s 0                              | H (0,5–0,75 l) |
| 6    | 31 | Harold Purdy                   | Alvis FWD             | D. K. Mansell            | 28    | 5 h 49 min 39 s 0                              | F (1,1–1,5 l)  |
| 7    | 29 | Leon Cushman                   | Alvis FWD             | Alvis Cars Ltd.          | 28    | 5 h 51 min 30 s 0                              | F (1,1–1,5 l)  |
| 8    | 44 | Tommy Horton                   | Riley Brooklands 9    | Privé                    | 27    | 5 h 51 min 38 s 0                              | G (0,75–1,1 l) |
| 9    | 19 | Brian Lewis                    | Talbot AO90           | A. W. Fox                | 29    | 5 h 52 min 48 s 0                              | D (2,0–3,0 l)  |
| 10   | 42 | Malcolm Campbell               | Mercedes-Benz SS      | Privé                    | 30    | 5 h 53 min 45 s 0                              | B (5,0–8,0 l)  |
| 11   | 2  | Herbert Kensington Moir        | Bentley Blower        | Hon. Dorothy Paget       | 30    | 5 h 57 min 28 s                                | C (3,0–5,0 l)  |
| 12   | 4  | Eddie Hall                     | Bentley 4½ Litre      | Privé                    | 30    | 5 h 59 min 42 s 0                              | G (0,75–1,1 l) |
| 13   | 41 | Johnny Hindmarsh               | Talbot AO90           | A. W. Fox                | 29    | 5 h 59 min 43 s 0                              | D (2,0–3,0 l)  |
| 14   | 21 | Hugh Eaton                     | Talbot AO90           | A. W. Fox                | 29    | 5 h 59 min 44 s 0                              | D (2,0–3,0 l)  |
| 15   | 17 | Giulio Ramponi                 | OM                    | Edgar Fronteras          | 29    | 6 h 3 min 28 s 0                               | D (2,0–3,0 l)  |
| 16   | 38 | Dan Higgin                     | Lea Francis           | L. P. Driscoll           | 28    | 6 h 6 min 5 s 0                                | F (1,1–1,5 l)  |
| 17   | 18 | Ferdinando Minoia              | OM                    | Edgar Fronteras          | 29    | 6 h 9 min 9 s 0                                | D (2,0–3,0 l)  |
| 18   | 41 | Francis Curzon                 | Mercedes-Benz SS      | Capt. M. Campbell        | 27    |                                                | B (5,0–8,0 l)  |
| Nc.  | 3  | Dudley Benjafield              | Bentley Blower        | Hon. Dorothy Paget       | 27    | + 3 tours                                      | C (3,0–5,0 l)  |
| Dsq. | 15 | Edgar Fronteras                | OM                    | M. C. Morris             | 27    |                                                | E (1,5–2,0 l)  |
| Abd. | 27 | V. E. Horsman                  | Triumph               | W. L. Thompson           |       |                                                | H (0,5–0,75 l) |
| Abd. | 34 | Sammy Davis                    | Lea Francis           | Sir Waldron Sinclair KBE | 27    | Accident                                       | F (1,1–1,5 l)  |
| Abd. | 28 | Maurice Harvey                 | Alvis FWD             | Alvis Cars Ltd.          | 26    |                                                | F (1,1–1,5 l)  |
| Abd. | 39 | Billie Sullivan                | Lea Francis           | R. G. Heyn               | 26    |                                                | F (1,1–1,5 l)  |
| Abd. | 43 | Frank Ashby                    | Riley Brooklands 9    | Privé                    | 26    |                                                | G (0,75–1,1 l) |
| Abd. | 1  | Tim Birkin                     | Bentley Blower        | Hon. Dorothy Paget       | 22    | Accident                                       | C (3,0–5,0 l)  |
| Abd. | 26 | Frank Stanley Barnes           | Triumph               | Privé                    | 22    |                                                | H (0,5–0,75 l) |
| Abd. | 36 | Ron Sutton                     | Lea Francis           | H. H. Timberlake         | 22    |                                                | F (1,1–1,5 l)  |
| Abd. | 35 | Cyril Whitcroft                | Lea Francis           | T. L. Delaney            | 16    |                                                | F (1,1–1,5 l)  |
| Abd. | 36 | Kaye Don                       | Alfa Romeo 6C 1500    | F. W. Stiles             | 12    | Accident                                       | F (1,1–1,5 l)  |
| Abd. | 37 | Kenneth Peacock                | Lea Francis           | Privé                    | 12    | Accident                                       | F (1,1–1,5 l)  |
| Abd. | 22 | Archie Frazer Nash             | Austin Seven          | Sir Herbert Austin       | 9     | Moteur                                         | H (0,5–0,75 l) |
| Abd. | 33 | Reginald Outlaw                | Alfa Romeo 6C 1500    | P. de G. Benson          | 9     | Moteur                                         | F (1,1–1,5 l)  |
| Abd. | 25 | S. A. Crabtree                 | Austin Seven          | H. W. Luff               | 8     | Moteur                                         | H (0,5–0,75 l) |
| Abd. | 24 | Arthur Waite                   | Austin Seven          | Sir Herbert Austin       | 7     | Accident                                       | H (0,5–0,75 l) |
| Abd. | 11 | Leslie Callingham (pl)         | Alfa Romeo 6C 1750 GS | Capt. M. Campbell        | 3     | Maneton                                        | E (1,5–2,0 l)  |
| Np.  | 12 | Inconnu                        | SARA                  | J. W. H. Nash            |       | Non partant                                    | E (1,5–2,0 l)  |
| Np.  | 14 | Giuseppe Morandi               | OM                    | L. C. Rawlence           |       | Non partant                                    | E (1,5–2,0 l)  |
| Np.  | 16 | Edgar Fronteras Giulio Ramponi | OM                    | E. Fronteras             |       | Accident aux essais                            | E (1,5–2,0 l)  |
| Np.  | 40 | Rudolf Caracciola              | Mercedes-Benz SSK     | Capt. M. Campbell        |       | Suralimentation                                | B (5,0–8,0 l)  |
| Np.  | 45 | A. V. Wilkinson P. Brewster    | Amilcar               | A. V. Wilkinson          |       | Non partant                                    | G (0,75–1,1 l) |
| Np.  | 5  | Inconnu                        | Renault               | Louis Renault            |       | Retrait à la suite du décès du pilote Garfield | C (3,0–5,0 l)  |
| Np.  | 6  | Inconnu                        | Renault               | Louis Renault            |       | Retrait à la suite du décès du pilote Garfield | C (3,0–5,0 l)  |
| Np.  | 7  | Inconnu                        | Renault               | Louis Renault            |       | Retrait à la suite du décès du pilote Garfield | C (3,0–5,0 l)  |